# اداره تأمینات نظمیه
ادارهٔ تأمینات یا «ادارهٔ پلیس خفیهٔ آگاهی و کارآگاهی» در سال ۱۲۹۱ (اواخر قاجاریه) به عنوان بخشی از تشکیلات نظمیه توسط سوئدی‌ها در ایران راه‌اندازی شد. در دورهٔ رضا شاه به دو ادارهٔ جداگانهٔ آگاهی (برای تعقیب جنایات عادی) و کارآگاهی (برای تعقیب جرم‌های سیاسی) تقسیم شد. پس از کودتای ۲۸ مرداد، بخش کارآگاهی به ادارهٔ اطلاعات شهربانی تغییر نام یافت و با تشکیل ساواک در سال ۱۳۳۵، وظایف آن محدودتر شد.